# Wahlkreis Inverness and Nairn
| Inverness and Nairn                         |
| ------------------------------------------- |
| Inverness and Nairn · Highlands and Islands |
| Gebildet                                    |
| 2011                                        |
| Abgeordneter                                |
| Fergus Ewing (SNP)                          |
| Regionen                                    |
| Highland                                    |

Inverness and Nairn ist ein Wahlkreis für das Schottische Parlament. Er wurde im Zuge der Revision der Wahlkreise im Jahre 2011 als einer von acht Wahlkreisen der Wahlregion Highlands and Islands eingeführt. Inverness and Nairn umfasst die südöstlichen Gebiete der Council Area Highland. Der Wahlkreis entstand aus Teilen des ehemaligen Wahlkreises Inverness East, Nairn and Lochaber mit den Städten Inverness, Nairn und Grantown-on-Spey und entsendet einen Abgeordneten.
Der Wahlkreis erstreckt sich über eine Fläche von 1878,9 km2. Im Jahre 2020 lebten 90.032 Personen innerhalb seiner Grenzen.

## Wahlergebnisse

### Parlamentswahl 2011
| Ergebnisse der Parlamentswahl 2011 | Ergebnisse der Parlamentswahl 2011 | Ergebnisse der Parlamentswahl 2011 | Ergebnisse der Parlamentswahl 2011 |
| Partei                             | Kandidat                           | Stimmen                            | %                                  |
| ---------------------------------- | ---------------------------------- | ---------------------------------- | ---------------------------------- |
| SNP                                | Fergus Ewing                       | 16.870                             | 51,5                               |
| Labour                             | David Stewart                      | 7125                               | 21,8                               |
| Conservative                       | Mary Scanlon                       | 3797                               | 11,6                               |
| Liberal Democrats                  | Christine Jardine                  | 3763                               | 11,5                               |
| Scottish Christian                 | Donald Boyd                        | 646                                | 2,0                                |
| UKIP                               | Ross Durance                       | 530                                | 1,6                                |
| Wahlbeteiligung: 32.731 (52,65 %)  |                                    |                                    |                                    |

### Parlamentswahl 2016
| Ergebnisse der Parlamentswahl 2016 | Ergebnisse der Parlamentswahl 2016 | Ergebnisse der Parlamentswahl 2016 | Ergebnisse der Parlamentswahl 2016 | Ergebnisse der Parlamentswahl 2016 |
| Partei                             | Kandidat                           | Stimmen                            | %                                  | ±                                  |
| ---------------------------------- | ---------------------------------- | ---------------------------------- | ---------------------------------- | ---------------------------------- |
| SNP                                | Fergus Ewing                       | 18.505                             | 48,3                               | −3,2                               |
| Conservative                       | Edward Mountain                    | 7.648                              | 20,0                               | +8,4                               |
| Labour                             | David Stewart                      | 6.719                              | 17,5                               | −4,2                               |
| Liberal Democrats                  | Caroline Caddick                   | 5.445                              | 14,2                               | +2,7                               |
| Wahlbeteiligung: (57,5 %)          |                                    |                                    |                                    |                                    |

### Parlamentswahl 2021
| Ergebnisse der Parlamentswahl 2021 | Ergebnisse der Parlamentswahl 2021 | Ergebnisse der Parlamentswahl 2021 | Ergebnisse der Parlamentswahl 2021 | Ergebnisse der Parlamentswahl 2021 |
| Partei                             | Kandidat                           | Stimmen                            | %                                  | ±                                  |
| ---------------------------------- | ---------------------------------- | ---------------------------------- | ---------------------------------- | ---------------------------------- |
| SNP                                | Fergus Ewing                       | 21.793                             | 47,7                               | −0,6                               |
| Conservative                       | Edward Mountain                    | 12.679                             | 27,7                               | +7,7                               |
| Labour                             | Rhoda Grant                        | 5.370                              | 11,7                               | −5,8                               |
| Liberal Democrats                  | David Gregg                        | 2.892                              | 6,3                                | −7,9                               |
| Green                              | Ariane Burgess                     | 2.636                              | 5,8                                | +5,8                               |
| Restore Scotland                   | Andrew MacDonald                   | 361                                | 0,8                                | +0,8                               |
| Wahlbeteiligung: 64 %              |                                    |                                    |                                    |                                    |